# كيفين أوكونور (طبيب)
كيفين أوكونور(بالإنجليزية: Kevin O'Connor)‏ طبيب أمريكي وعقيد متقاعد بالجيش الأمريكي يعمل كطبيب للرئيس الأمريكي بايدن.